# جيل جديد الثقافية
جيل جديد الثقافية هي مؤسسة ثقافية شبابية سودانية تعمل في مجال الصحافة والأدب، وتضم في عضويتها عددًا من الكتاب الشباب الذين فازوا بجائزة الطيب صالح في القصة القصيرة للشباب التي ينظمها مركز عبد الكريم ميرغني الثقافي.

## النشأة
بدأت كمجلة حائطية في جامعة البحر الأحمر في العام 2007م ، وأسسها راشد يسلم وآخرين، وواصلت عملها حتى تحولت إلى موقع الكتروني مجاني على مدونة ويرد برس، ثم تحولت إلى موقع مدفوع في العام 2016، واستمر العمل على الموقع حتى مطلع أكتوبر 2019م، وأصدرت في كل تلك الفترة 77 عددًا كان آخرها في 1 أكتوبر 2019م.

## التأسيس
انعقدت الجمعية التأسيسية يوم 8 أكتوبر 2019م، وتم انتخاب مكتب تنفيذي من أحد عشر عضوَا برئاسة الكاتب يس المك، والأمين العام سانديوس كودي وأمين المال مجاهد الدومة.

## النشاطات
تنظم المؤسسة فعاليات ثقافية، ومنها مسابقة سنوية في القصة القصيرة، والتي تمنح جوائز مالية لأول 3 مراكز وتسلم جوائز تقديرية للقائمة القصيرة والتي تشم أفضل 15 عملًا، وكذلك تنظم ورش في فن الكتابة السردية للشباب. وأيضًا تنظم سمنارًا شهريًأ لمناقشة القضايا العامة، وتستضيف فيه شخصيات أكاديمية ومسؤولين وشباب ناشطين وكتاب ومبدعين.

## مشاريع
وترتب المؤسسة لبدء برنامج إذاعي وآخر تلفزيوني يهتم بالشباب وقضاياهم، وتخطط للتشبيك مع المؤسسات الثقافية الإقليمية عن طريق برنامج إقليمي ودولي.